# 阿爾巴尼亞足球協會
阿爾巴尼亞足球協會（簡稱FSHF）是阿爾巴尼亞足球运动的管理机构，於1930年6月6日成立，負責管轄阿爾巴尼亞各級別職業足球聯賽（包括阿爾巴尼亞超級足球聯賽）、各項盃賽（包括阿爾巴尼亞盃）以及各級別男女子的國家足球隊。足協總部設於首都地拉那，並於都拉斯和斯庫臺設有辦事處。

## 外部連結

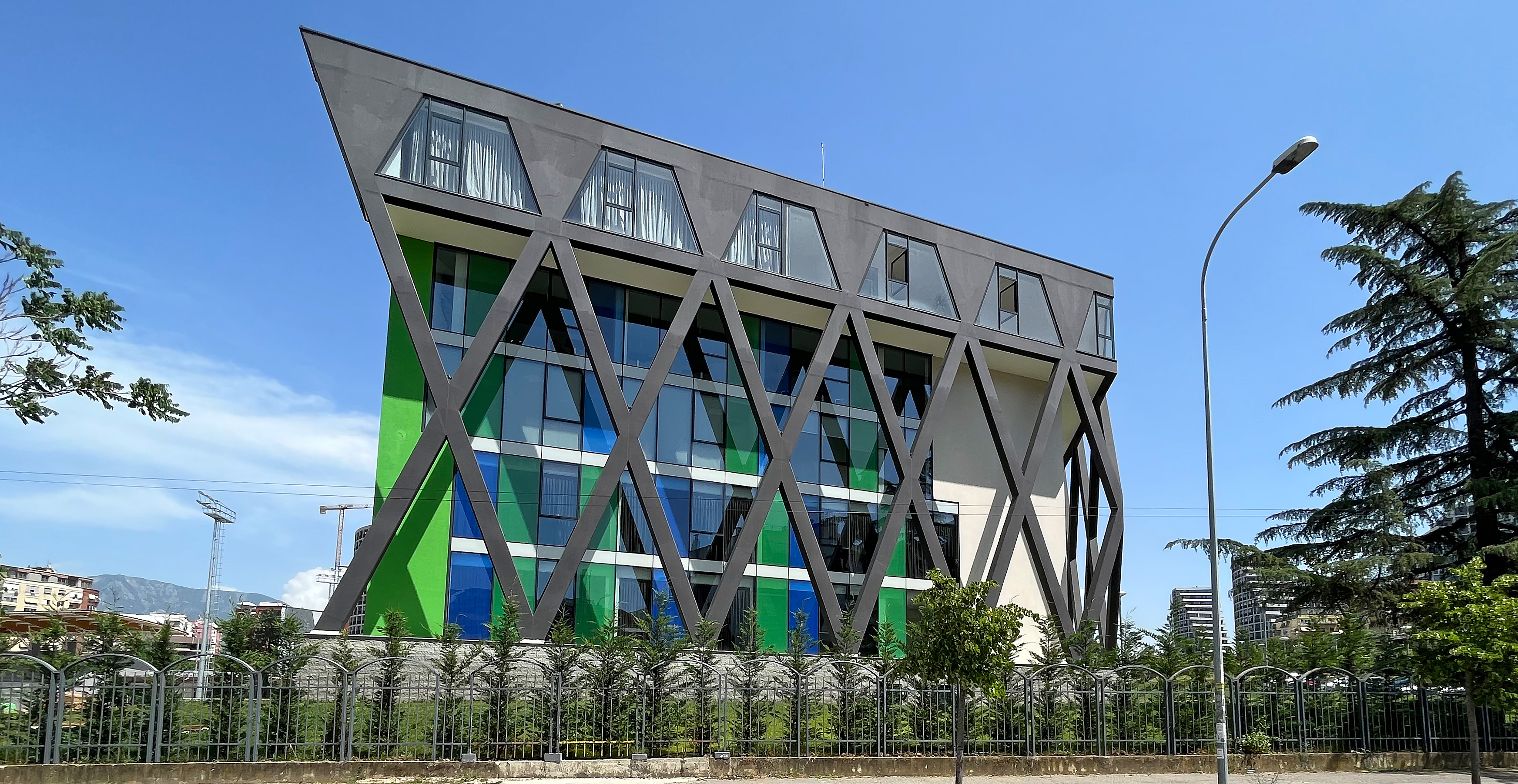
位於地拉那的阿爾巴尼亞足球協會總部大樓

- 阿爾巴尼亞足球協會官方網站 （页面存档备份，存于）
- Albania at FIFA site （页面存档备份，存于）
- Albania at UEFA site （页面存档备份，存于）